# ハビエル・サネッティ
ハビエル・アデマール・サネッティ（Javier Adelmar Zanetti, 1973年8月10日 - ）は、アルゼンチン・ブエノスアイレス出身の元サッカー選手。元アルゼンチン代表。ポジションはディフェンダーおよびミッドフィールダー。曾祖父母がイタリア北部のフリウーリ地方出身であり、イタリアの国籍も有するイタリア系アルゼンチン人である。現役引退後にインテル・ミラノでの背番号4番は永久欠番となり、現在はインテル・ミラノの副会長を務めている。
1995年からインテル・ミラノに在籍し、1999年8月29日からキャプテンを務めた。2009-10シーズンにはセリエA、コッパ・イタリア、UEFAチャンピオンズリーグの3冠を達成。2005-06シーズンから2009-10シーズンまでセリエA5連覇全てにキャプテンとして貢献し、イル・カピターノ（Il Capitano、キャプテンの中のキャプテン）というニックネームを授かった。2010年10月20日、UEFAチャンピオンズリーグのトッテナム・ホットスパー戦では同大会の最年長得点記録を更新した。イタリアのクラブでプレーするイタリア国外出身選手としては最多となる公式戦出場記録（857試合）を保持している。アルゼンチン代表としてはアトランタオリンピック、2度のFIFAワールドカップ、4度のコパ・アメリカに出場している。アルゼンチン代表最多出場記録を保持していたことがある。
アルゼンチンではエル・プピ (El Pupi) というニックネームで呼ばれ、その屈強さ、弾力性、スタミナ、右サイドバックを務めた時の攻撃性能などから、イタリアではイル・トラクトーレ（Il Tractore＝トラクター、スペイン語でEl Tractor エル・トラクトルとも）と呼ばれる。ユーティリティ性で知られており、左右両サイドのディフェンダー・ミッドフィールダーとしてプレーすることができた。本来のポジションは守備的ミッドフィールダーやセントラル・ミッドフィールダーであるが、晩年は右サイドハーフでプレーすることが多かった。アルゼンチン代表では右サイドバックを務め、攻撃と守備の双方で活躍した。2015-16シーズンは、UEFA ヨーロッパリーグ決勝アンバサダーを務めた。

## クラブ経歴

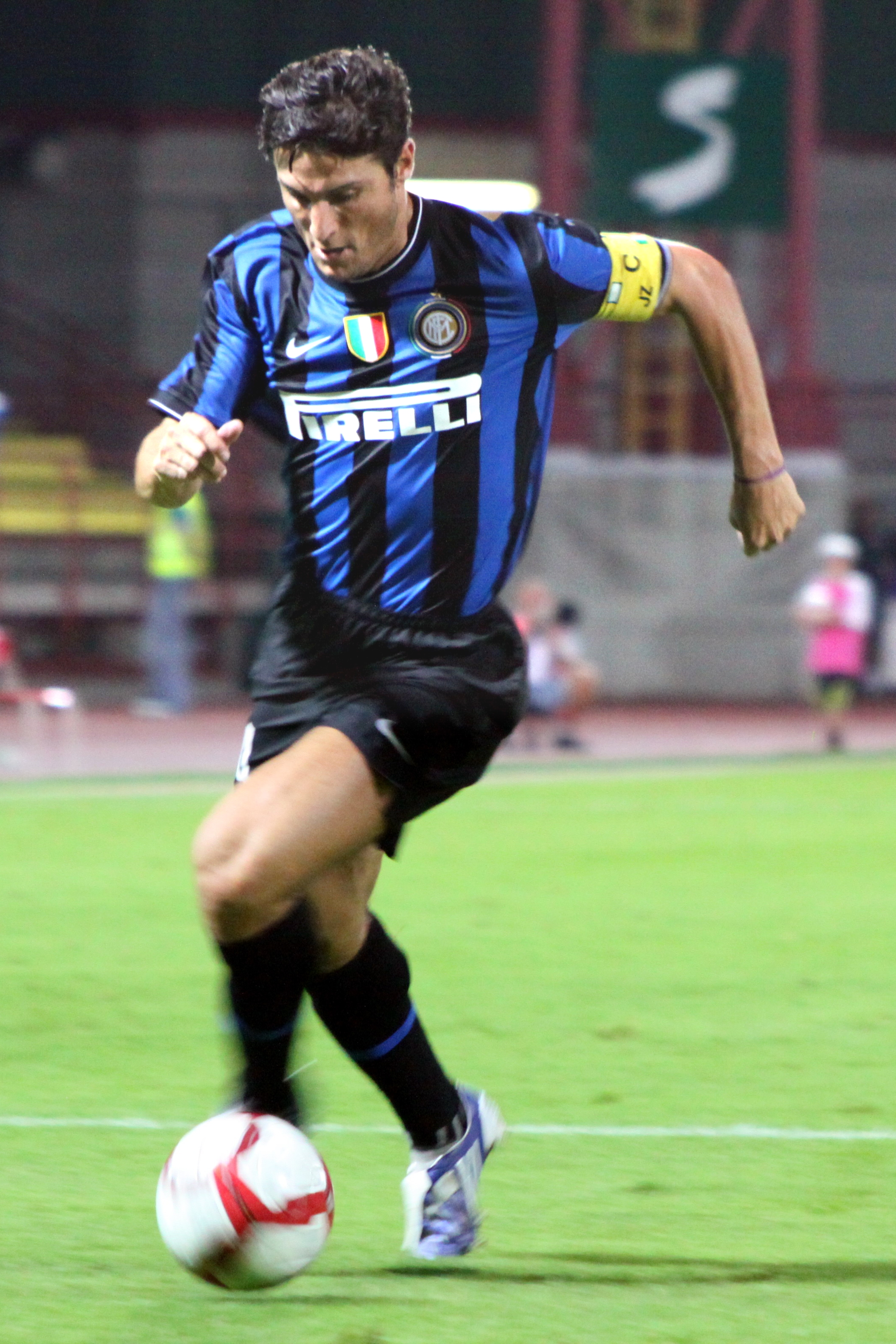
インテルでキャプテンとしてプレーするサネッティ

### アルゼンチン時代
ブエノスアイレスに生まれ、港湾区域のドック・スド地区で育った。兄の影響でサッカーを始め、13歳の時にCAインデペンディエンテの下部組織に入団したが、実力不足の評価を受けて退団。学校に行きながら煉瓦工の父親の仕事を手伝い、さらに牛乳配達や従兄弟の食料雑貨店の店番として働いたが、サッカーへの情熱も忘れなかった。1991年、当時はプリメーラB・ナシオナル（2部）のクラブだったCAタジェレスと契約し、33試合に出場して1得点した。1993年にプリメーラ・ディビシオン（1部）のCAバンフィエルドに移籍。同年には後にインテルでチームメイトとなるフリオ・クルスもバンフィエルドに加入している。20歳のサネッティは1993年9月12日のCAリーベル・プレート戦で移籍後初出場し、17日後のニューウェルズ・オールドボーイズ戦 (1-1) で移籍後初得点を挙げた。傑出した活躍でサポーターの人気を得て、アルゼンチン代表にも初招集された。リーベルとボカ・ジュニアーズが獲得を狙ったが、サネッティはバンフィエルドに残留し、バンフィエルドでは通算66試合出場4得点の記録を残した。

### インテル
1995年にイタリア・セリエAのインテルに移籍した。同年に就任したマッシモ・モラッティ会長が獲得した最初の選手となり、同時にセバスティアン・ランベルもインデペンディエンテからインテルに移籍している。8月27日、スタディオ・ジュゼッペ・メアッツァで行われたヴィチェンツァ・カルチョ戦でデビュー。2011-12シーズン終了時点で16個のタイトルを獲得しているが、このうちの15個はキャプテンとして獲得したものである。獲得したタイトルは1個のUEFAカップ (1997-98) 、4個のコッパ・イタリア（2004-05・2005-06・2009-10・2010-11）、4個のスーペルコッパ・イタリアーナ（2005・2006・2008・2010）、5個のセリエA（2005-06・2006-07・2007-08・2008-09・2009-10）、1個のUEFAチャンピオンズリーグ (2009-10) 、1個のFIFAクラブワールドカップ (2010) である。2009-10シーズンにはイタリアのクラブとして初めて3冠（セリエA、コッパ・イタリア、UEFAチャンピオンズリーグ）を達成した。
1997-98シーズンにはUEFAカップで優勝。決勝のSSラツィオ戦ではペナルティエリア外からのシュートでチームの2点目を記録した。この際にラツィオに所属していたロベルト・マンチーニは後にインテルの指揮を執っている。1999年にはジュゼッペ・ベルゴミが現役引退し、サネッティがキャプテンを引き継いだ。2000年にはリーガ・エスパニョーラのレアル・マドリードへの移籍を考えたが、モラッティ会長と話し合ってインテル残留を決めた。2004年、国際サッカー連盟 (FIFA) 100周年を記念してペレが選出したFIFA 100（偉大なサッカー選手125人）に選出された。2004-05シーズンにはコッパ・イタリアで優勝。リーグ王者のユヴェントスFCを破ってスーペルコッパ・イタリアーナのタイトルを獲得した。
2005年8月28日のトレヴィーゾFC戦で右足の筋肉を断裂し、3ヶ月の欠場を余儀なくされたが、2005-06シーズンにはコッパ・イタリアで2連覇を達成。カルチョ・スキャンダルによってユヴェントスのスクデットが剥奪され、インテルが繰り上がりでリーグタイトルを獲得した。スーペルコッパでは延長戦の末にASローマを下して2連覇を達成した。2006年9月4日には、インテルの元キャプテンであり元会長でもあったジャチント・ファッケッティが死去。その直後に行われた2006-07シーズンのセリエA開幕戦では、「貴方は人としてあるべき姿だった。いなくなって寂しいよ...さようなら ジャチント」と刺繍を施したキャプテンマークを巻いて出場した。2002年11月6日のエンポリFC戦以降は約4年に渡って得点がなかったが、2006年11月5日のアスコリ・カルチョ戦で久々に得点した。同年夏にマイコンが加入すると、それまで主に右サイドバックを務めていたサネッティはサイドハーフにコンバートされたが、見事に適応してレギュラーを張り続けた。9月27日、バイエルン・ミュンヘン戦でインテルでの公式戦通算500試合出場を達成した。2006年11月22日、スポルティングCP戦で欧州サッカー連盟 (UEFA) 主催大会通算100試合出場を達成した。2006-07シーズンにはリーグ戦で2連覇を達成。
2007年11月24日、ジュゼッペ・メアッツァで開催されたアタランタBC戦で、セリエA通算400試合出場を達成。「400」と大書されたキャプテンマークを巻いて試合に出場した。2008年9月、昇格組のUSレッチェ戦 (1-0) でインテルでの公式戦出場600試合を達成。試合後、副キャプテンのイバン・コルドバに記念皿をプレゼントされた。2008年2月に行われた2位ローマとの直接対決 (1-1) では、88分に同点ゴールを決めて引き分けに持ち込んだ。最終節までもつれた優勝争いを制して3連覇を達成。2007-08シーズンはチームで唯一全38試合に出場したが、イエローカードは1枚も受けなかった。2008年8月24日、ジュゼッペ・メアッツァで開催されたスーペルコッパのローマ戦はPK戦までもつれたが、最後はサネッティがPKを決め、インテルが2-2 (PK 6-5) で勝利した。これはクラブ・代表通じて自身初のPKであったが、「多分、誰も知らないだろうけど、僕がPKを蹴るのは人生で初めてのことだったんだ。幸いにも、上手くいったよ」と語った。9月24日のUSレッチェ戦でインテルでの公式戦出場600試合を達成。サネッティはディフェンダーに分類されることが多いが、2008-09シーズン前半戦はエステバン・カンビアッソやサリー・ムンタリなど中盤の選手に負傷者が続出したため、ジョゼ・モウリーニョ監督は10月のジェノアCFC戦やACFフィオレンティーナ戦などで、サネッティを再び中盤で起用した。これ以来、モウリーニョ監督はマイコン、ルシオ、ワルテル・サムエル、クリスティアン・キヴを4バックのレギュラーに据え、サネッティは主に中盤で起用された。同シーズンには4連覇を達成。2シーズン連続でリーグ戦全38試合に出場した。
2009-10シーズンは自身もクラブも好調なスタートを切り、特にミラノダービーではライバルのACミランを4-0で粉砕した。10月17日のジェノアCFC戦 (5-0) では相手のボールを奪ってカウンターの起点となり、チームの2点目に貢献。同シーズンのセリエAで初めて5点差の勝利を挙げた10月24日のカルチョ・カターニア戦 (2-1) はセリエA通算476試合目の出場となり、クラブ歴代2位のジャチント・ファッケッティの記録に並んだ。サネッティはまた、公式戦149試合連続出場のクラブ記録も保持している。2010年3月27日、ローマ戦でイエローカードを貰い、累積警告で翌節のボローニャFC戦は出場停止となったため、リーグ戦連続出場が137試合で途絶えた。4月16日、ユベントスとのイタリアダービーに出場し、インテルでのリーグ戦出場500試合を達成した。セリエA最終節、スタディオ・アルテミオ・フランキで行われたACシエーナ戦では、得意のドリブルからペナルティエリア内のディエゴ・ミリートへパスし、ミリートの得点が決勝点となって優勝が決定。セリエAでは5連覇を達成し、コッパ・イタリアでも優勝した。UEFAチャンピオンズリーグでも順調に勝ち上がり、決勝ではバイエルン・ミュンヘン（ドイツ）を2-0で破って45年ぶりの優勝を果たした。決勝はインテルでの700試合目という節目の試合だった。キャプテンとしてビッグイヤーを掲げ、3冠を達成。
2010年夏、インテルとの契約を2013年まで延長した。37歳71日だった2010年10月20日、サン・シーロで行われたUEFAチャンピオンズリーグのトッテナム・ホットスパーFC戦 (4-3) で先制点を挙げ、同大会での最年長得点記録を塗り替えた。なお、この記録は後にACミランのフィリッポ・インザーギやマンチェスター・ユナイテッドFCのライアン・ギグスによって塗り替えられている。サネッティは同大会で2点しか挙げておらず、最初の得点は1998年12月のSKシュトゥルム・グラーツ戦 (2-0) で挙げたものだった。12月には日本で開催されたFIFAクラブワールドカップ2010に出場し、準決勝の城南一和天馬戦では同大会史上最年長（37歳4ヶ月）で得点を挙げた。2011年1月19日のACチェゼーナ戦でセリエAでの出場試合数を520試合とし、ベルゴミが保持する歴代最多出場記録（519試合）を塗り替えた。5月11日、コッパ・イタリア準決勝のローマ戦セカンドレグで、プロ通算1000試合出場を達成した。2011-12シーズン、セリエAの20クラブでイタリア人以外がキャプテンを務めたのはインテルのみであった。11月20日のノヴァーラ・カルチョ戦で、ベルゴミが保持していた公式戦最多出場記録を更新した。12月3日のウディネーゼ・カルチョ戦でキャリア2度目の退場処分を受けたが、キャリア初の退場は1999年2月17日、コッパ・イタリアのパルマAC戦であり、12年以上も退場処分を受けなかった。2011-12シーズン終了時点で、17人もの監督の下でプレーしている。2012年8月23日、UEFAヨーロッパリーグ予選プレーオフ、FCヴァスルイ戦でインテルでの公式戦出場800試合を達成した。

## 代表経歴

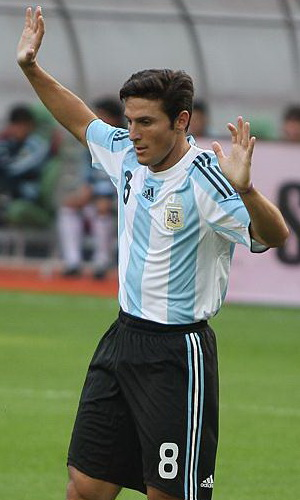
アルゼンチン代表でプレーするサネッティ

1994年にアメリカで開催された1994 FIFAワールドカップ後、右サイドバックの人材を求めていたダニエル・パサレラ監督によってアルゼンチン代表に招集され、1994年11月16日のチリ戦でデビューを飾った。なお、同じ試合でロベルト・アジャラも代表デビューを飾っている。1996年にはU-23アルゼンチン代表としてアトランタオリンピックに出場し、アルゼンチンの準優勝に大きく貢献。1998年には、フランスで開催された1998 FIFAワールドカップ本大会のメンバーに選出された。決勝トーナメント1回戦のイングランド戦では、前半終了間際にフアン・セバスティアン・ベロンのフリーキックから2-2となる同点ゴールを決め、アルゼンチンはPK戦 (4-3) の末にイングランドに勝利したが、準々決勝でオランダに敗れた。
2002年には日本と韓国で共催された2002 FIFAワールドカップに出場したが、マルセロ・ビエルサ監督のチームはグループ3位でグループリーグ敗退に終わった。2005年にはFIFAコンフェデレーションズカップ2005に出場し、準決勝のメキシコ戦で代表100キャップを達成。さらにこの試合ではマン・オブ・ザ・マッチに選出された。2006 FIFAワールドカップ・南米予選ではホセ・ペケルマン監督によって12試合に起用されたが、ドイツで開催された2006 FIFAワールドカップ本大会では、世代交代を理由にワルテル・サムエルとともに選外となったため、議論を呼んだ。サネッティの代わりにはリオネル・スカローニがサプライズ選出されたが、この選出は多くのファンやメディアを困惑させた。
2006 FIFAワールドカップ後に就任したアルフィオ・バシーレ監督は、2007年2月7日のフランスとの親善試合にサネッティを招集。この代表復帰戦で見事な活躍を見せ、ハビエル・サビオラの決勝点をアシストしてバシーレ監督政権下初勝利に貢献した。2007年のコパ・アメリカ2007では同大会4回目の出場を果たし、キャプテンのアジャラを補佐する副キャプテンとして準優勝に貢献。2007年4月、National Giuseppe Prisco Awardに出席した。コパ・アメリカ2007終了後にアジャラが代表引退すると、キャプテンマークはサネッティに渡された。2007年11月17日に行われた2010 FIFAワールドカップ・南米予選のボリビア戦は116試合目の出場となり、アジャラが保持していたアルゼンチン代表最多出場記録（115試合）を塗り替えた。2008年10月にディエゴ・マラドーナ監督が就任すると、マラドーナ監督の意向でハビエル・マスチェラーノがキャプテンに就任し、サネッティではなくマンチェスター・シティFCのパブロ・サバレタがレギュラーとして起用された。南アフリカで開催された2010 FIFAワールドカップ本大会ではエステバン・カンビアッソとともに選外となり、マラドーナ監督は南米だけでなくヨーロッパの識者からも強い批判を浴びた。サネッティの代わりに30歳のアリエル・ガルセがサプライズ選出されたが、ガルセは過去5年間で2度しか代表に招集されたことがなく、本大会では出場機会なしに終わっている。
2010年8月20日、セルヒオ・バティスタ新監督は再びサネッティを招集し、9月7日のスペインとの親善試合で約1年ぶりの出場を果たし、世界王者相手に4-1で勝利した。10月に日本の埼玉スタジアム2002で行われた日本との親善試合にも招集されたが、試合前に負傷離脱した。2011年6月25日、母国開催となったコパ・アメリカ2011のメンバーに選出されたが、チームはグループリーグで苦戦。辛うじてグループリーグを突破したものの、準々決勝でウルグアイにPK戦の末敗れた。サネッティ自身は全4試合にフル出場している。

## 人物
敬虔なカトリックである。インテルでチームメイトだったヴェスレイ・スナイデルとは親友であり、スナイデルはサネッティの影響でカトリックに改宗した。サッカー選手になっていなければ歌手になっているかも、と語るくらいには歌う事が好きなようで、2004年にAICがチャリティでリリースしたCD、"Un occhio di riguardo"内のインテル所属選手による楽曲"Balliamo sul mondo"（原曲：Ligabue）では、真剣且つ楽しげに歌うサネッティの姿を、当時レコーディング動画で見ることが出来た。また、毎年クラブ内で行われていたクリスマスパーティ等ではチームメイトとカラオケを楽しむ様子が、インテルの公式HPに掲載される事も度々あった。2007年、イタリア人歌手のミーナとコラボレートして「Parole parole」という曲をスペイン語でカバーし、彼女の「Todavía」というアルバムに収録された。2012年5月、サネッティとアンジェロ・パロンボはテレビの人気番組である「インドネシアン・アイドル」(Indonesian Idol) に出演し、エロス・ラマゾッティのPiù bella cosaという曲を生演奏した。2003年、01～03シーズンまで共にプレーしていたネルソン・ビバス、アンドレス・グリエルミンピエトロと3人でミラノのNavigli地区にエル・ガウチョ（El Gaucho、牧童）という名前のアルゼンチン料理のレストランをオープン。その後、エステバン・カンビアッソとブレラ地区に２軒目の共同経営となるレストラン、ボティネロ（Botinero、靴職人）をオープンした。2019年10月15日にはスタディオ ジュゼッペ メアッツァから2km程のホテル、シェラトン ミラノ サンシーロ内にエル・パティオ・デル・ガウチョ（El Patio Del Gaucho、ガウチョの中庭）をオープンし、現在3店舗のリストランテを経営している。

### 家族
兄のセルヒオ・サネッティもサッカー選手であり、ディフェンダーとしてプレーした。インテルで5シーズンの間チームメイトだったイタリア人のクリスティアーノ・ザネッティとは同姓であるが、血縁関係はない。
1999年12月23日、7年間交際した女性とアルゼンチンで結婚式を挙げた。ふたりの出会いはサネッティが19歳・妻が14歳の時であった。妻の父親は大学教師であり、妻自身はフォトグラファーとして働いている。ふたりはコモ湖の近くに住んでおり、2005年6月11日、第1子となる長女が誕生した。2008年には第2子となる長男が誕生し、2012年5月9日には第3子となる次男が誕生した。
22-23シーズンに於いて、スペイン テルセーラ・ディビシオン（5部相当）のラシン・ムルシアFCに所属するフェデリコ・ダミアン・サネッティ（FW）は甥である。

### チャリティ活動
国際サッカー連盟 (FIFA) がアルゼンチンで行っているSOS子供の村の親善大使である。2001年の経済危機後、サネッティ夫妻はアルゼンチンとラテンアメリカのストリートチルドレンを助けるためにPUPI財団を設立した。インテルでチームメイトのエステバン・カンビアッソとともに、「Leoni di Potrero」（空き地の獅子）という少年サッカースクールを企画運営している。

## 個人成績
| クラブ         | シーズン     | 背番号       | 国内リーグ | 国内リーグ | 国内カップ | 国内カップ | 国際カップ1 | 国際カップ1 | その他2 | その他2 | 通算 | 通算 |
| クラブ         | シーズン     | 背番号       | 出場       | 得点       | 出場       | 得点       | 出場        | 得点        | 出場    | 得点    | 出場 | 得点 |
| -------------- | ------------ | ------------ | ---------- | ---------- | ---------- | ---------- | ----------- | ----------- | ------- | ------- | ---- | ---- |
| タジェレス     | 1992-93      | -            | 33         | 1          | —          | —          | —           | —           | —       | —       | 33   | 1    |
| 通算           | 通算         | 通算         | 33         | 1          | —          | —          | —           | —           | —       | —       | 33   | 1    |
| バンフィエルド | 1993-94      | 11           | 37         | 1          | —          | —          | —           | —           | —       | —       | 37   | 1    |
| バンフィエルド | 1994-95      | 4            | 29         | 3          | —          | —          | —           | —           | —       | —       | 29   | 3    |
| 通算           | 通算         | 通算         | 66         | 4          | —          | —          | —           | —           | —       | —       | 66   | 4    |
| インテル       | 1995-96      | 4            | 32         | 2          | 5          | 0          | 2           | 0           | —       | —       | 39   | 2    |
| インテル       | 1996-97      | 4            | 33         | 3          | 5          | 1          | 12          | 0           | —       | —       | 50   | 4    |
| インテル       | 1997-98      | 4            | 28         | 0          | 4          | 0          | 9           | 2           | —       | —       | 41   | 2    |
| インテル       | 1998-99      | 4            | 34         | 3          | 5          | 0          | 9           | 1           | 2       | 0       | 50   | 4    |
| インテル       | 1999-00      | 4            | 34         | 1          | 8          | 1          | —           | —           | 1       | 0       | 43   | 2    |
| インテル       | 2000-01      | 4            | 29         | 0          | 1          | 0          | 4           | 0           | —       | —       | 34   | 0    |
| インテル       | 2001-02      | 4            | 33         | 0          | 1          | 1          | 10          | 1           | —       | —       | 44   | 2    |
| インテル       | 2002-03      | 4            | 34         | 1          | 1          | 0          | 18          | 0           | —       | —       | 53   | 1    |
| インテル       | 2003-04      | 4            | 34         | 0          | 5          | 0          | 12          | 0           | —       | —       | 51   | 0    |
| インテル       | 2004-05      | 4            | 35         | 0          | 3          | 0          | 11          | 0           | —       | —       | 49   | 0    |
| インテル       | 2005-06      | 4            | 25         | 0          | 5          | 0          | 8           | 0           | 1       | 0       | 39   | 0    |
| インテル       | 2006-07      | 4            | 37         | 1          | 4          | 0          | 8           | 0           | 1       | 0       | 50   | 1    |
| インテル       | 2007-08      | 4            | 38         | 1          | 4          | 0          | 8           | 0           | 1       | 0       | 51   | 1    |
| インテル       | 2008-09      | 4            | 38         | 0          | 4          | 0          | 8           | 0           | 1       | 0       | 51   | 0    |
| インテル       | 2009-10      | 4            | 37         | 0          | 4          | 0          | 13          | 0           | 1       | 0       | 55   | 0    |
| インテル       | 2010-11      | 4            | 35         | 0          | 5          | 0          | 8           | 1           | 4       | 1       | 52   | 2    |
| インテル       | 2011-12      | 4            | 34         | 0          | 2          | 0          | 8           | 0           | 1       | 0       | 45   | 0    |
| インテル       | 2012-13      | 4            | 33         | 0          | 4          | 0          | 11          | 0           | 0       | 0       | 48   | 0    |
| インテル       | 2013-14      | 4            | 12         | 0          | 1          | 0          | 0           | 0           | 0       | 0       | 13   | 0    |
| 通算           | 通算         | 通算         | 615        | 12         | 71         | 3          | 159         | 5           | 13      | 1       | 858  | 21   |
| キャリア通算   | キャリア通算 | キャリア通算 | 714        | 17         | 71         | 3          | 159         | 5           | 13      | 1       | 957  | 26   |

1UEFAチャンピオンズリーグ、UEFAヨーロッパリーグ 

2セリエAプレーオフ、スーペルコッパ・イタリアーナ、UEFAスーパーカップ、FIFAクラブワールドカップ

## 代表歴

### 出場大会
- アルゼンチン代表
  - 1998 FIFAワールドカップ
  - 2002 FIFAワールドカップ

### 試合数
- 国際Aマッチ 143試合 5得点（1994年-2011年）[31][32]

| アルゼンチン代表 | 国際Aマッチ | 国際Aマッチ |
| 年               | 出場        | 得点        |
| ---------------- | ----------- | ----------- |
| 1994             | 2           | 0           |
| 1995             | 15          | 1           |
| 1996             | 5           | 0           |
| 1997             | 4           | 0           |
| 1998             | 9           | 2           |
| 1999             | 11          | 0           |
| 2000             | 7           | 0           |
| 2001             | 9           | 0           |
| 2002             | 6           | 0           |
| 2003             | 8           | 1           |
| 2004             | 14          | 1           |
| 2005             | 10          | 0           |
| 2006             | 0           | 0           |
| 2007             | 15          | 0           |
| 2008             | 11          | 0           |
| 2009             | 8           | 0           |
| 2010             | 2           | 0           |
| 2011             | 7           | 0           |
| 通算             | 143         | 5           |

### 出場試合と得点
アルゼンチンの得点を左側に示している
| 代表での出場試合と得点 | 代表での出場試合と得点 | 代表での出場試合と得点 | 代表での出場試合と得点   | 代表での出場試合と得点 | 代表での出場試合と得点                   | 代表での出場試合と得点 |
| #                      | 日付                   | 場所                   | 対戦相手                 | 最終結果               | 大会                                     | 得点                   |
| ---------------------- | ---------------------- | ---------------------- | ------------------------ | ---------------------- | ---------------------------------------- | ---------------------- |
| 1994年                 |                        |                        |                          |                        |                                          |                        |
| 1                      | 11月16日               | サンティアゴ           | チリ                     | 3-0                    | 親善試合                                 |                        |
| 2                      | 12月21日               | ブエノスアイレス       | ルーマニア               | 1-0                    | 親善試合                                 |                        |
| 3                      | 12月27日               | ブエノスアイレス       | ユーゴスラビア           | 1-0                    | 親善試合                                 |                        |
| 1995年                 |                        |                        |                          |                        |                                          |                        |
| 4                      | 1月8日                 | リヤド                 | 日本                     | 5-1                    | キング・ファハド・カップ1995             |                        |
| 5                      | 1月10日                | リヤド                 | ナイジェリア             | 0-0                    | キング・ファハド・カップ1995             |                        |
| 6                      | 1月13日                | リヤド                 | デンマーク               | 0-2                    | キング・ファハド・カップ1995決勝         |                        |
| 7                      | 2月14日                | メンドーサ             | ブルガリア               | 4-1                    | 親善試合                                 |                        |
| 8                      | 5月13日                | ヨハネスブルグ         | 南アフリカ共和国         | 1-1                    | 親善試合                                 |                        |
| 9                      | 5月31日                | コルドバ               | ペルー                   | 1-0                    | 親善試合                                 |                        |
| 10                     | 6月14日                | ロサリオ               | パラグアイ               | 2-1                    | 親善試合                                 |                        |
| 11                     | 6月22日                | メンドーサ             | スロバキア               | 6-0                    | 親善試合                                 | 1                      |
| 12                     | 6月30日                | キルメス               | オーストラリア           | 2-0                    | 親善試合                                 |                        |
| 13                     | 7月8日                 | パイサンドゥ           | ボリビア                 | 2-1                    | コパ・アメリカ1995                       |                        |
| 14                     | 7月11日                | パイサンドゥ           | チリ                     | 4-0                    | コパ・アメリカ1995                       |                        |
| 15                     | 7月17日                | リベーラ               | ブラジル                 | 2-2                    | コパ・アメリカ1995                       |                        |
| 16                     | 9月20日                | マドリード             | スペイン                 | 1-2                    | 親善試合                                 |                        |
| 17                     | 10月11日               | ブエノスアイレス       | コロンビア               | 0-0                    | 親善試合                                 |                        |
| 18                     | 11月8日                | ブエノスアイレス       | ブラジル                 | 0-1                    | 親善試合                                 |                        |
| 1996年                 |                        |                        |                          |                        |                                          |                        |
| 19                     | 4月24日                | ブエノスアイレス       | ボリビア                 | 3-1                    | 1998 FIFAワールドカップ・南米予選        |                        |
| 20                     | 6月2日                 | キト                   | エクアドル               | 0-2                    | 1998 FIFAワールドカップ・南米予選        |                        |
| 21                     | 6月20日                | トゥクマン             | ポーランド               | 2-0                    | 親善試合                                 |                        |
| 22                     | 7月7日                 | リマ                   | ペルー                   | 0-0                    | 1998 FIFAワールドカップ・南米予選        |                        |
| 23                     | 9月1日                 | ブエノスアイレス       | パラグアイ               | 1-1                    | 1998 FIFAワールドカップ・南米予選        |                        |
| 24                     | 12月15日               | ブエノスアイレス       | チリ                     | 1-1                    | 1998 FIFAワールドカップ・南米予選        |                        |
| 1997年                 |                        |                        |                          |                        |                                          |                        |
| 25                     | 7月6日                 | アスンシオン           | パラグアイ               | 2-1                    | 1998 FIFAワールドカップ・南米予選        |                        |
| 26                     | 7月20日                | ブエノスアイレス       | ベネズエラ               | 2-0                    | 1998 FIFAワールドカップ・南米予選        |                        |
| 27                     | 9月10日                | サンティアゴ           | チリ                     | 2-1                    | 1998 FIFAワールドカップ・南米予選        |                        |
| 28                     | 9月12日                | ブエノスアイレス       | ウルグアイ               | 0-0                    | 1998 FIFAワールドカップ・南米予選        |                        |
| 1998年                 |                        |                        |                          |                        |                                          |                        |
| 29                     | 4月29日                | リオデジャネイロ       | ブラジル                 | 1-0                    | 親善試合                                 |                        |
| 30                     | 5月14日                | コルドバ               | ボスニア・ヘルツェゴビナ | 5-0                    | 親善試合                                 | 1                      |
| 31                     | 5月19日                | メンドーサ             | チリ                     | 1-0                    | 親善試合                                 |                        |
| 32                     | 5月25日                | ブエノスアイレス       | 南アフリカ共和国         | 2-0                    | 親善試合                                 |                        |
| 33                     | 6月14日                | トゥールーズ           | 日本                     | 1-0                    | 1998 FIFAワールドカップ                  |                        |
| 34                     | 6月21日                | パリ                   | ジャマイカ               | 5-0                    | 1998 FIFAワールドカップ                  |                        |
| 35                     | 6月26日                | ボルドー               | クロアチア               | 1-0                    | 1998 FIFAワールドカップ                  |                        |
| 36                     | 6月30日                | サン＝テティエンヌ     | イングランド             | 2-2                    | 1998 FIFAワールドカップ                  | 1                      |
| 37                     | 7月4日                 | マルセイユ             | オランダ                 | 1-2                    | 1998 FIFAワールドカップ                  |                        |
| 1999年                 |                        |                        |                          |                        |                                          |                        |
| 38                     | 3月31日                | アムステルダム         | オランダ                 | 1-1                    | 親善試合                                 |                        |
| 39                     | 6月9日                 | シカゴ                 | メキシコ                 | 2-2                    | 親善試合                                 |                        |
| 40                     | 6月13日                | ワシントンD.C.         | アメリカ合衆国           | 0-1                    | 親善試合                                 |                        |
| 41                     | 6月26日                | ブエノスアイレス       | リトアニア               | 0-0                    | 親善試合                                 |                        |
| 42                     | 7月1日                 | ルケ                   | エクアドル               | 3-1                    | コパ・アメリカ1999                       |                        |
| 43                     | 7月4日                 | ルケ                   | コロンビア               | 0-3                    | コパ・アメリカ1999                       |                        |
| 44                     | 7月11日                | シウダー・デル・エステ | ブラジル                 | 1-2                    | コパ・アメリカ1999                       |                        |
| 45                     | 9月4日                 | ブエノスアイレス       | ブラジル                 | 2-0                    | 親善試合                                 |                        |
| 46                     | 9月7日                 | ポルト・アレグレ       | ブラジル                 | 2-4                    | 親善試合                                 |                        |
| 47                     | 10月13日               | コルドバ               | コロンビア               | 2-1                    | 親善試合                                 |                        |
| 48                     | 11月17日               | セビリア               | スペイン                 | 2-0                    | 親善試合                                 |                        |
| 2000年                 |                        |                        |                          |                        |                                          |                        |
| 49                     | 2月23日                | ロンドン               | イングランド             | 0-0                    | 親善試合                                 |                        |
| 50                     | 3月29日                | ブエノスアイレス       | チリ                     | 4-1                    | 2002 FIFAワールドカップ・南米予選        |                        |
| 51                     | 4月26日                | マラカイボ             | ベネズエラ               | 4-0                    | 2002 FIFAワールドカップ・南米予選        |                        |
| 52                     | 6月4日                 | ブエノスアイレス       | ボリビア                 | 1-0                    | 2002 FIFAワールドカップ・南米予選        |                        |
| 53                     | 6月29日                | ボゴタ                 | コロンビア               | 3-1                    | 2002 FIFAワールドカップ・南米予選        |                        |
| 54                     | 7月19日                | ブエノスアイレス       | エクアドル               | 2-0                    | 2002 FIFAワールドカップ・南米予選        |                        |
| 55                     | 7月26日                | サンパウロ             | ブラジル                 | 1-3                    | 2002 FIFAワールドカップ・南米予選        |                        |
| 2001年                 |                        |                        |                          |                        |                                          |                        |
| 56                     | 2月28日                | ローマ                 | イタリア                 | 2-1                    | 親善試合                                 |                        |
| 57                     | 3月28日                | ブエノスアイレス       | ベネズエラ               | 5-0                    | 2002 FIFAワールドカップ・南米予選        |                        |
| 58                     | 4月25日                | ラパス                 | ボリビア                 | 3-3                    | 2002 FIFAワールドカップ・南米予選        |                        |
| 59                     | 6月3日                 | ブエノスアイレス       | コロンビア               | 3-0                    | 2002 FIFAワールドカップ・南米予選        |                        |
| 60                     | 8月15日                | キト                   | エクアドル               | 2-0                    | 2002 FIFAワールドカップ・南米予選        |                        |
| 61                     | 9月5日                 | ブエノスアイレス       | ブラジル                 | 2-1                    | 2002 FIFAワールドカップ・南米予選        |                        |
| 62                     | 10月7日                | アスンシオン           | パラグアイ               | 2-2                    | 2002 FIFAワールドカップ・南米予選        |                        |
| 63                     | 11月8日                | ブエノスアイレス       | ペルー                   | 2-0                    | 2002 FIFAワールドカップ・南米予選        |                        |
| 64                     | 11月14日               | モンテビデオ           | ウルグアイ               | 1-1                    | 2002 FIFAワールドカップ・南米予選        |                        |
| 2002年                 |                        |                        |                          |                        |                                          |                        |
| 65                     | 3月27日                | ジュネーヴ             | カメルーン               | 2-2                    | 親善試合                                 |                        |
| 66                     | 4月17日                | シュトゥットガルト     | ドイツ                   | 1-0                    | 親善試合                                 |                        |
| 67                     | 6月2日                 | カシマスタジアム       | ナイジェリア             | 1-0                    | 2002 FIFAワールドカップ                  |                        |
| 68                     | 6月7日                 | 札幌ドーム             | イングランド             | 0-1                    | 2002 FIFAワールドカップ                  |                        |
| 69                     | 6月12日                | 宮城スタジアム         | スウェーデン             | 1-1                    | 2002 FIFAワールドカップ                  |                        |
| 70                     | 11月20日               | 埼玉スタジアム2002     | 日本                     | 2-0                    | 親善試合                                 |                        |
| 2003年                 |                        |                        |                          |                        |                                          |                        |
| 71                     | 2月12日                | アムステルダム         | オランダ                 | 0-1                    | 親善試合                                 |                        |
| 72                     | 6月8日                 | 長居陸上競技場         | 日本                     | 4-1                    | 親善試合                                 | 1                      |
| 73                     | 6月11日                | ソウル                 | 韓国                     | 1-1                    | 親善試合                                 |                        |
| 74                     | 7月16日                | ラ・プラタ             | ウルグアイ               | 2-2                    | 親善試合                                 |                        |
| 75                     | 9月6日                 | ブエノスアイレス       | チリ                     | 2-2                    | 2006 FIFAワールドカップ・南米予選        |                        |
| 76                     | 9月9日                 | カラカス               | ベネズエラ               | 3-0                    | 2006 FIFAワールドカップ・南米予選        |                        |
| 77                     | 11月15日               | ブエノスアイレス       | ボリビア                 | 3-0                    | 2006 FIFAワールドカップ・南米予選        |                        |
| 78                     | 11月19日               | バランキージャ         | コロンビア               | 1-1                    | 2006 FIFAワールドカップ・南米予選        |                        |
| 2004年                 |                        |                        |                          |                        |                                          |                        |
| 79                     | 4月28日                | カサブランカ           | モロッコ                 | 1-0                    | 親善試合                                 |                        |
| 80                     | 6月2日                 | ベロオリゾンテ         | ブラジル                 | 1-3                    | 2006 FIFAワールドカップ・南米予選        |                        |
| 81                     | 6月27日                | マイアミ               | コロンビア               | 0-2                    | 親善試合                                 |                        |
| 82                     | 6月30日                | イーストラザフォード   | ペルー                   | 2-1                    | 親善試合                                 |                        |
| 83                     | 7月7日                 | チクラーヨ             | エクアドル               | 6-1                    | コパ・アメリカ2004                       |                        |
| 84                     | 7月10日                | チクラーヨ             | メキシコ                 | 0-1                    | コパ・アメリカ2004                       |                        |
| 85                     | 7月13日                | ピウラ                 | ウルグアイ               | 4-2                    | コパ・アメリカ2004                       |                        |
| 86                     | 7月17日                | チクラーヨ             | ペルー                   | 1-0                    | コパ・アメリカ2004                       |                        |
| 87                     | 7月20日                | リマ                   | コロンビア               | 3-0                    | コパ・アメリカ2004                       |                        |
| 88                     | 7月25日                | リマ                   | ブラジル                 | 2-2                    | コパ・アメリカ2004決勝                   |                        |
| 89                     | 9月4日                 | リマ                   | ペルー                   | 3-1                    | 2006 FIFAワールドカップ・南米予選        |                        |
| 90                     | 10月9日                | ブエノスアイレス       | ウルグアイ               | 4-2                    | 2006 FIFAワールドカップ・南米予選        | 1                      |
| 91                     | 10月13日               | サンティアゴ           | チリ                     | 0-0                    | 2006 FIFAワールドカップ・南米予選        |                        |
| 92                     | 11月17日               | ブエノスアイレス       | ベネズエラ               | 3-2                    | 2006 FIFAワールドカップ・南米予選        |                        |
| 2005年                 |                        |                        |                          |                        |                                          |                        |
| 93                     | 2月9日                 | デュッセルドルフ       | ドイツ                   | 2-2                    | 親善試合                                 |                        |
| 94                     | 3月30日                | ブエノスアイレス       | コロンビア               | 1-0                    | 2006 FIFAワールドカップ・南米予選        |                        |
| 95                     | 6月4日                 | キト                   | エクアドル               | 0-2                    | 2006 FIFAワールドカップ・南米予選        |                        |
| 96                     | 6月8日                 | ブエノスアイレス       | ブラジル                 | 3-1                    | 2006 FIFAワールドカップ・南米予選        |                        |
| 97                     | 6月15日                | ケルン                 | チュニジア               | 2-1                    | FIFAコンフェデレーションズカップ2005     |                        |
| 98                     | 6月18日                | ニュルンベルク         | オーストラリア           | 4-2                    | FIFAコンフェデレーションズカップ2005     |                        |
| 99                     | 6月21日                | ニュルンベルク         | ドイツ                   | 2-2                    | FIFAコンフェデレーションズカップ2005     |                        |
| 100                    | 6月26日                | ハノーファー           | メキシコ                 | 1-1                    | FIFAコンフェデレーションズカップ2005     |                        |
| 101                    | 6月29日                | フランクフルト         | ブラジル                 | 1-4                    | FIFAコンフェデレーションズカップ2005決勝 |                        |
| 102                    | 11月12日               | ジュネーヴ             | イングランド             | 2-3                    | 親善試合                                 |                        |
| 2007年                 |                        |                        |                          |                        |                                          |                        |
| 103                    | 2月7日                 | パリ                   | フランス                 | 1-0                    | 親善試合                                 |                        |
| 104                    | 6月2日                 | バーゼル               | スイス                   | 1-1                    | 親善試合                                 |                        |
| 105                    | 6月5日                 | バルセロナ             | アルジェリア             | 4-3                    | 親善試合                                 |                        |
| 106                    | 6月28日                | マラカイボ             | アメリカ合衆国           | 4-1                    | コパ・アメリカ2007                       |                        |
| 107                    | 7月2日                 | マラカイボ             | コロンビア               | 4-2                    | コパ・アメリカ2007                       |                        |
| 108                    | 7月5日                 | バルキシメト           | パラグアイ               | 1-0                    | コパ・アメリカ2007                       |                        |
| 109                    | 7月8日                 | バルキシメト           | ペルー                   | 4-0                    | コパ・アメリカ2007                       |                        |
| 110                    | 7月11日                | プエルト・オルダス     | メキシコ                 | 3-0                    | コパ・アメリカ2007                       |                        |
| 111                    | 7月15日                | マラカイボ             | ブラジル                 | 0-3                    | コパ・アメリカ2007決勝                   |                        |
| 112                    | 8月22日                | オスロ                 | ノルウェー               | 1-2                    | 親善試合                                 |                        |
| 113                    | 9月11日                | メルボルン             | オーストラリア           | 1-0                    | 親善試合                                 |                        |
| 114                    | 10月13日               | ブエノスアイレス       | チリ                     | 2-0                    | 2010 FIFAワールドカップ・南米予選        |                        |
| 115                    | 10月16日               | マラカイボ             | ベネズエラ               | 2-0                    | 2010 FIFAワールドカップ・南米予選        |                        |
| 116                    | 11月17日               | ブエノスアイレス       | ボリビア                 | 3-0                    | 2010 FIFAワールドカップ・南米予選        |                        |
| 117                    | 11月20日               | ボゴタ                 | コロンビア               | 1-2                    | 2010 FIFAワールドカップ・南米予選        |                        |
| 2008年                 |                        |                        |                          |                        |                                          |                        |
| 118                    | 3月26日                | カイロ                 | エジプト                 | 2-0                    | 親善試合                                 |                        |
| 119                    | 6月4日                 | サンディエゴ           | メキシコ                 | 4-1                    | 親善試合                                 |                        |
| 120                    | 6月8日                 | イーストラザフォード   | アメリカ合衆国           | 0-0                    | 親善試合                                 |                        |
| 121                    | 6月15日                | ブエノスアイレス       | エクアドル               | 1-1                    | 2010 FIFAワールドカップ・南米予選        |                        |
| 122                    | 6月18日                | ベロオリゾンテ         | ブラジル                 | 0-0                    | 2010 FIFAワールドカップ・南米予選        |                        |
| 123                    | 8月20日                | ミンスク               | ベラルーシ               | 0-0                    | 親善試合                                 |                        |
| 124                    | 9月6日                 | ブエノスアイレス       | パラグアイ               | 1-1                    | 2010 FIFAワールドカップ・南米予選        |                        |
| 125                    | 9月10日                | リマ                   | ペルー                   | 1-1                    | 2010 FIFAワールドカップ・南米予選        |                        |
| 126                    | 10月11日               | ブエノスアイレス       | ウルグアイ               | 2-1                    | 2010 FIFAワールドカップ・南米予選        |                        |
| 127                    | 10月15日               | サンティアゴ           | チリ                     | 0-1                    | 2010 FIFAワールドカップ・南米予選        |                        |
| 128                    | 11月19日               | グラスゴー             | スコットランド           | 1-0                    | 親善試合                                 |                        |
| 2009年                 |                        |                        |                          |                        |                                          |                        |
| 129                    | 2月11日                | マルセイユ             | フランス                 | 2-0                    | 親善試合                                 |                        |
| 130                    | 3月28日                | ブエノスアイレス       | ベネズエラ               | 4-0                    | 2010 FIFAワールドカップ・南米予選        |                        |
| 131                    | 4月1日                 | ラパス                 | ボリビア                 | 1-6                    | 2010 FIFAワールドカップ・南米予選        |                        |
| 132                    | 6月6日                 | ブエノスアイレス       | コロンビア               | 1-0                    | 2010 FIFAワールドカップ・南米予選        |                        |
| 133                    | 6月10日                | キト                   | エクアドル               | 0-2                    | 2010 FIFAワールドカップ・南米予選        |                        |
| 134                    | 8月12日                | モスクワ               | ロシア                   | 3-2                    | 親善試合                                 |                        |
| 135                    | 9月5日                 | ロサリオ               | ブラジル                 | 1-3                    | 2010 FIFAワールドカップ・南米予選        |                        |
| 136                    | 9月9日                 | アスンシオン           | パラグアイ               | 0-1                    | 2010 FIFAワールドカップ・南米予選        |                        |
| 2010年                 |                        |                        |                          |                        |                                          |                        |
| 137                    | 9月7日                 | ブエノスアイレス       | スペイン                 | 4-1                    | 親善試合                                 |                        |
| 138                    | 11月17日               | ドーハ                 | ブラジル                 | 1-0                    | 親善試合                                 |                        |
| 2011年                 |                        |                        |                          |                        |                                          |                        |
| 139                    | 2月9日                 | ジュネーヴ             | ポルトガル               | 2-1                    | 親善試合                                 |                        |
| 140                    | 3月26日                | イーストラザフォード   | アメリカ合衆国           | 1-1                    | 親善試合                                 |                        |
| 141                    | 6月20日                | ブエノスアイレス       | アルバニア               | 4-0                    | 親善試合                                 |                        |
| 142                    | 7月1日                 | ラ・プラタ             | ボリビア                 | 1-1                    | コパ・アメリカ2011                       |                        |
| 143                    | 7月6日                 | サンタフェ             | コロンビア               | 0-0                    | コパ・アメリカ2011                       |                        |
| 144                    | 7月11日                | コルドバ               | コスタリカ               | 3-0                    | コパ・アメリカ2011                       |                        |
| 145                    | 7月16日                | サンタフェ             | ウルグアイ               | 1-1                    | コパ・アメリカ2011                       |                        |

## タイトル

### クラブ
インテル
- セリエA (5) : 2005-06, 2006-07, 2007-08, 2008-09, 2009-10
- コッパ・イタリア (4) : 2004-05, 2005-06, 2009-10, 2010-11
- スーペルコッパ・イタリアーナ (4) : 2005, 2006, 2008, 2010
- UEFAカップ (1) : 1997-98
- UEFAチャンピオンズリーグ (1) : 2009-10
- FIFAクラブワールドカップ (1) : 2010

### 個人
- Pallone d'Argento : 2002
- FIFA 100 : 2004[33]